# اونی لکنت
اونی لِکُنت (فرانسوی: Ounie Lecomte‎؛ زادهٔ ۱۹۶۶) کارگردان، نویسنده و بازیگر فرانسوی متولد کره جنوبی است. فیلم نخست نیمه‌اتوبیوگرافی او به نام یک زندگی جدید (۲۰۰۹) موفق به دریافت جایزه بهترین کارگردانی در چهلمین جشنواره بین‌المللی فیلم هند شد.

## زندگی
لِکُنت زادهٔ ۱۷ نوامبر ۱۹۶۶ در سئول، کره جنوبی است. ازدواج والدینش به طلاق انجامید و این موضوع از نظر اجتماعی پذیرفته نشده بود. زمانی که او ۹ ساله بود، خانواده‌اش او را ترک کردند. بین سال‌های ۱۹۷۵ تا ۱۹۷۶، او در یتیم‌خانه سنت پل در سئول زندگی می‌کرد، هر چند که یتیم نبود. او برای فرزندخواندگی معرفی شد و یک زوج فرانسوی او را به فرزندی پذیرفتند. این موضوع غیرعادی نبود چرا که در دههٔ ۱۹۹۰، کره جنوبی بیش از ۱۶۰٬۰۰۰ فرزندخواندگی بین‌المللی قانونی داشت که بیشتر از هر کشور دیگری بود. والدین جدید او، کشیش و همسرش بودند که در حومه پاریس، در سن-ژرمن-آن-له زندگی می‌کردند. با وجود اینکه او ۱۰ ساله بود، به مهدکودک فرستاده شد تا زبان فرانسوی را بیاموزد.
او در رشته طراحی مد تحصیل کرد و برای فیلم‌ها لباس طراحی کرد.

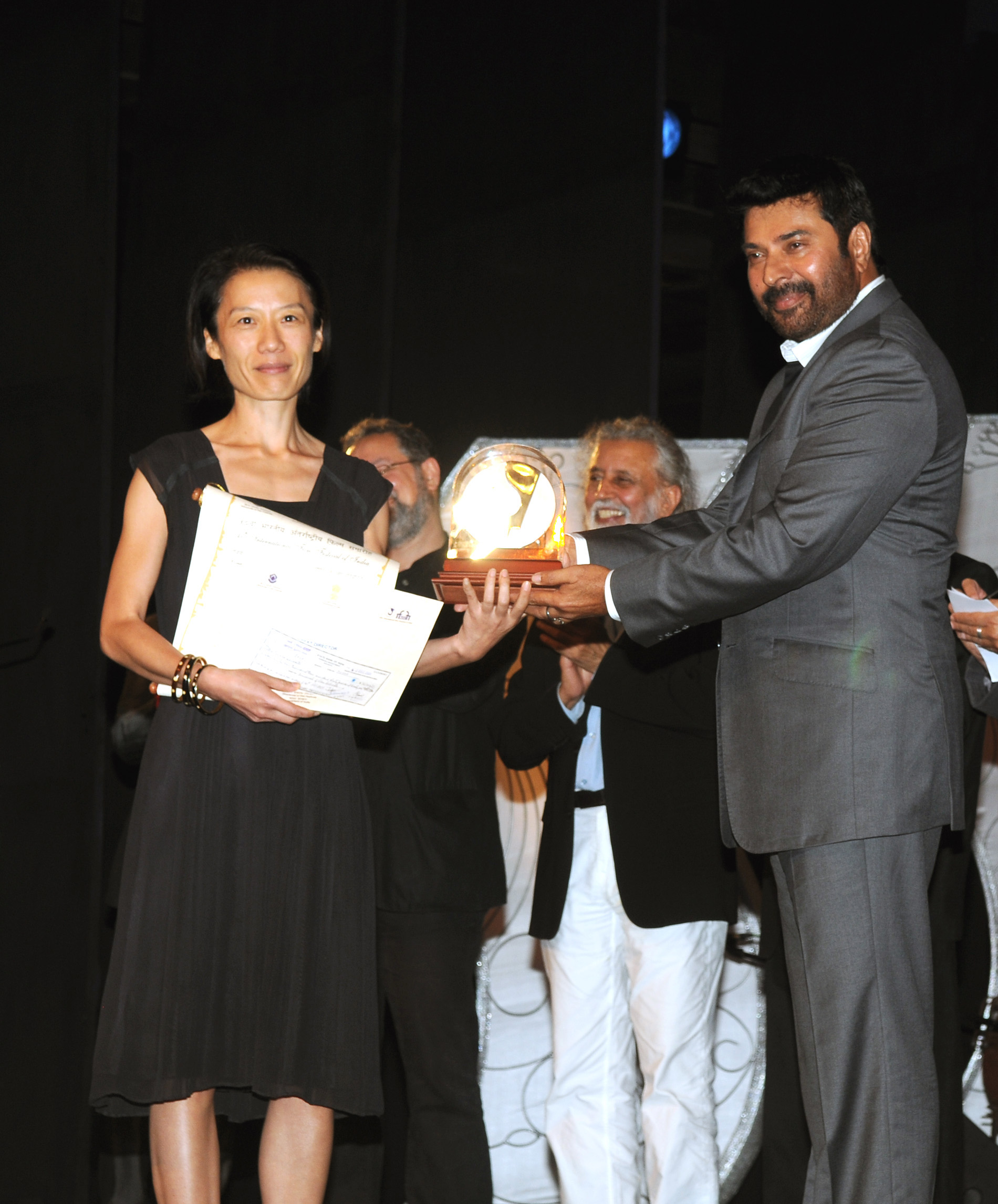
بازیگر و کارگردان مموتی جایزه بهترین کارگردانی را به اونی لِکُنت برای فیلم یک زندگی جدید تقدیم می‌کند.

او اولین نقش اصلی خود را در سال ۱۹۹۱ در فیلمی به نام پاریس بیدار می‌شود به دست آورد که داستانی دربارهٔ یک خانواده بود و توسط اولیویه آسایاس کارگردانی شده بود.
او فیلم‌نامه‌ای بر اساس زندگی‌اش نوشت که آن را در سال ۲۰۰۶ و در یک دورهٔ نویسندگی فیلم‌نامه شروع کرده بود. لی چانگ دونگ تهیه‌کنندهٔ این فیلم شد. این فیلم دربارهٔ زندگی اولیه‌اش و تروماهای مربوط به فرزندخواندگی‌اش بود. لِکُنت متوجه شد که فراموش کرده است چگونه به‌طور روان کره‌ای صحبت کند و هرچند تلاش کرد، نتواست به راحتی این مهارت را دوباره به دست آورد.
فیلم او به نام یک زندگی جدید در سال ۲۰۰۹ در کره جنوبی و در سال ۲۰۱۰ در فرانسه اکران شد. این فیلم در جشنواره فیلم کن به نمایش درآمد و در دسامبر ۲۰۰۹ در چهلمین جشنواره بین‌المللی فیلم هند (IFFI) در پانجی، گوا، جایزه بهترین کارگردانی برای این فیلم را دریافت کرد.
در سال ۲۰۱۵، لِکُنت فیلم در جستجوی او را کارگردانی کرد. این فیلم دوباره به زندگی خودش ارتباط داشت و به مسائلی مانند فرزندخواندگی، ارتباط با والدین بیولوژیکی، حقوق افراد درگیر و مسائل نژادی می‌پرداخت. این فیلم نسبت به فیلم اولش جاه‌طلبانه‌تر تلقی شد.